# K-ON!角色列表
K-ON!角色列表是kakifly的漫畫作品《K-ON!》的原作、動畫和遊戲的登場人物資料。

## 概述
在櫻丘高中裏，制服絲帶、室內鞋及體育服的顏色，在不同年級裏都不同，分別為綠色（惠）〔在電視播映版時，惠是紅色；影碟版則修正為綠色〕、藍色（唯、律、澪、紬、和、直、堇）和紅色（梓、憂、純、學生時代的佐和子），並在每年依順序轉換顏色（只限於一年級新生；其二年級及三年級時並不會更改，繼續沿用上年的顏色）。

## 姓氏來源
作品的主要角色的姓氏，源自日本樂團P-MODEL與The Pillows的成員。
| 角色           | 姓氏來源   | 姓氏來源者 所屬樂團 |
| -------------- | ---------- | ------------------- |
| 平澤唯、平澤憂 | 平澤進     | P-MODEL             |
| 秋山澪         | 秋山勝彥   | P-MODEL             |
| 田井中律       | 田井中貞利 | P-MODEL             |
| 琴吹紬         | 琴吹光     | P-MODEL             |
| 中野梓         | 中野照夫   | P-MODEL             |
| 山中佐和子     | 山中澤男   | The Pillows         |
| 真鍋和         | 真鍋吉明   | The Pillows         |
| 鈴木純         | 鈴木淳     | The Pillows         |

## 原作
（注：本章节包含了漫画和动画（第一、二季）以及劇場版的内容）

### 放學後TEA TIME

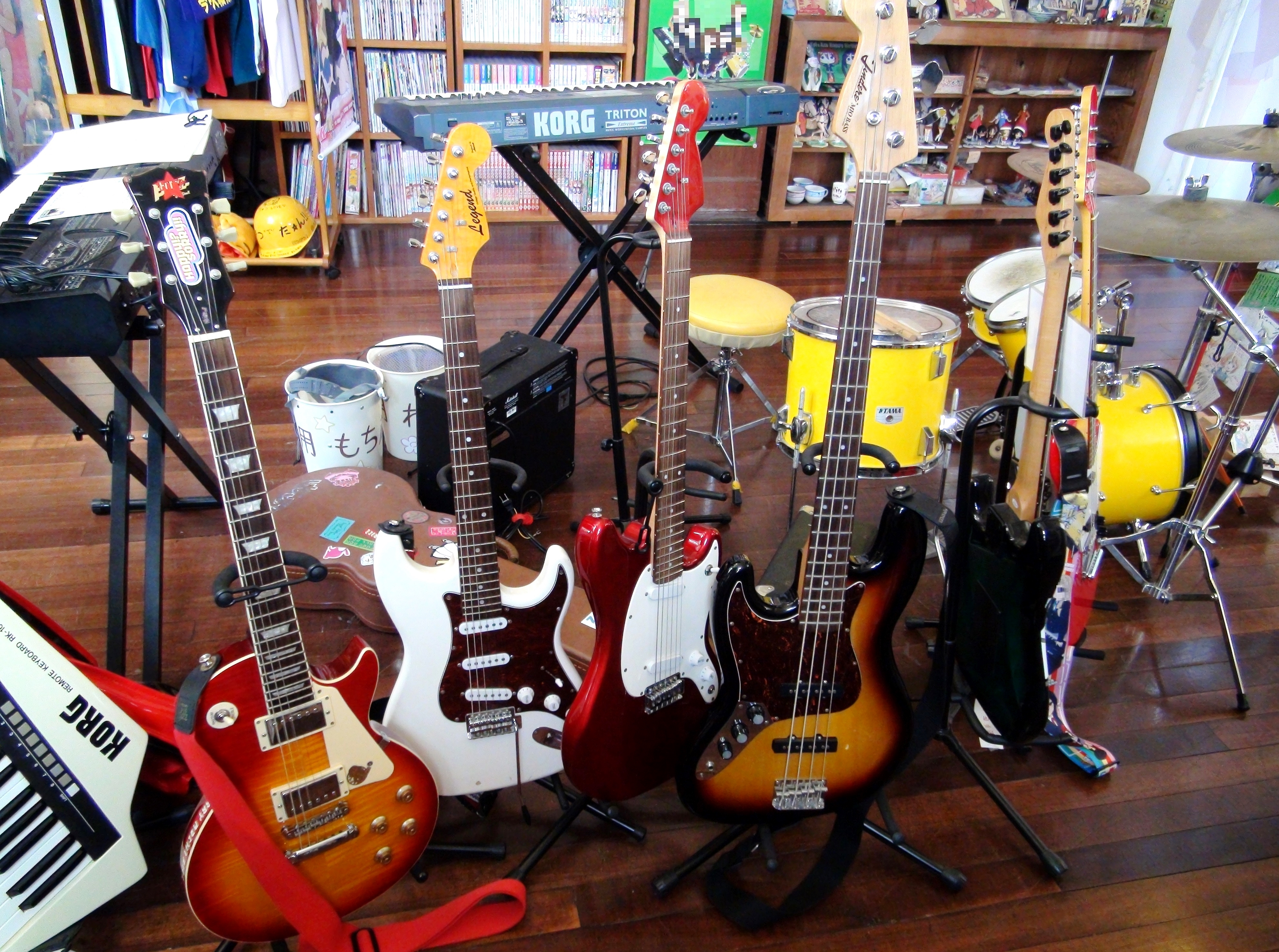
放學後TEA TIME使用的樂器

由櫻丘高中輕音部所組成，簡稱HTT，平澤唯用了溫泉和茶杯的底下作為記號。當時輕音部的成員有平澤唯、秋山澪、田井中律、琴吹紬，社長是律，顧問是山中佐和子；中野梓在第二年入社，顧問是佐和子。在第二年的學園祭演出前正式決定樂團名稱（實為大家在討論時被佐和子擅自命名）。紬負責替樂團作曲，澪則負責寫作歌詞，不過有少數的歌詞是唯創作的。活动室是第1音樂室旁邊的準備室，如樂隊的練習的音樂活動，紬從家裡帶來的茶點已成為放鬆時間的基本必備品。
輕音部的主要活動是学園祭和新入生歡迎會。但是，輕音部因沒有活動實績（參加校外比賽、增加社員等）而面臨廢社，學生會拯救了輕音部的危機。動畫第1期的番外編透過live的演出，與其他有經驗的樂隊成員們交流。而且，每年都有夏天的合宿，第1和第2年都在紬的別墅度過，第3年是梓的提議、佐和子有野外現場演唱會的票到野外鑑賞。
唯等四人於2007年入學、2010年畢業並考進私立N女子大學，但是院系並不相同。

#### 平澤唯（平沢 唯（ひらさわ ゆい））
輕音部的吉他手及主唱，髮色是茶色，且用2個黃色髮夾固定額頭右邊的頭髮。
使用樂器
電吉他：Gibson Les Paul Standard (2005-2007) Cherry Sunburst
擴音器：Marshall MG15CDR
音樂方面
一年級開學兩個星期才決定加入輕音部，加入輕音部的原因是最初錯把輕音樂當成「輕鬆的音樂」（打響板和吹口哨之類）的意思而加入；且當時對樂器的知識也僅限於響板，對其他樂器沒有概念。
擁有絕對音感的天賦，但儘管到了第三年，仍對樂譜及結他譜的讀法及術語一竅不通，也不會為結他調音。平時為結他調音時也只是從自己的耳朵聽辨音色，並請梓幫忙調音。由於擁有絕對音感，聽了一首歌曲一次便可以彈奏該首歌曲。
曾隱晦地希望律選她為主唱（雖最終也是她為主唱），但在試唱的時候卻發覺自己並不能彈唱兼做；其後受到佐和子的指導後，已能做到自彈自唱。
性格
懶散及天然呆的女孩。平日也是發呆的多，悠閒自在地在家裏無所事事或滾來滾去。
性格和善，從1年級時鼓勵緊張的澪及與覺得冷的憂一起戴同一個頸巾可見。
本身有冒失娘性格，做任何事都是做不好：如溫習時很難集中，上家政課時忘了帶自己應該帶來的食材，幫憂買醬油卻把一文字婆婆給的砂糖帶回家，做飯時不慎打破雞蛋或餐具。但當別人氣她時，看見她傻裡傻氣的笑容，總是會原諒她。
有着小孩子一樣的性格，被讚揚的話會感到非常喜悅。
平時雖然甚麼事也做不好，但是本身認真專心去做的話，其效果十分驚人。
偶然在某些事情上會突然有令人意想不到之怪點子。（例如：因天氣太冷，想到戴防寒手套彈吉他；因天氣太熱，突然想到換上泳衣消暑解熱。）
家庭
有着父親、母親及妹妹憂的四人家庭。
父母一般都經常出差及去旅行，很少在家，所以家中只留下唯及憂。
在家通常都是由憂打點她的一切，姊妹兩人的感情也相當好。雖然本身完全沒有身為姊姊的威嚴，但有時也會盡到當姊姊的責任：像高三學園祭前憂生病時為她煮了稀飯，在此也領悟到了「最重要、最珍惜的東西總是在身邊，但總是當成理所當然而沒察覺到」的道理，並以這樣的心情作了一首歌詞〈U&I〉，充分展現出了姊妹之情。
嗜好
非常喜愛可愛的女孩子（特別是梓）和東西。由於覺得梓長得十分可愛，所以經常突然之間熱情地抱住她，還給她取了綽號「梓喵」（あずにゃん）。而當初選吉他的時候也是因「可愛」的理由而購買，並將結他命名為「吉太」（ギー太）；常與結他一起睡覺，且曾經為結他添上衣服，去倫敦旅行時也一併帶著它；在倫敦的樂團表演，也因為覺得她前面的嬰兒很可愛，想展現她帥氣的一面，導致表演過頭差點誤了回程班機。
也有着喜愛狗貓等小動物的一面。
便服方面通常較其他成員偏向穿短裙。
體質
身體並不能承受熱和冷的天氣（包括冷氣），沒有事的時候就在家中翻滾着，乘巴士時會暈車。
經常吃甜食，但是無論怎樣吃也不胖。
註
平泽唯在2009年日本動畫最萌角色大賽比賽中初登場，一路挺進決賽，敗於該年冠軍逢坂大河而取得亞軍。

#### 秋山澪（秋山 澪（あきやま みお））
輕音部的電貝斯手及合唱（有時也會擔任主唱）。是一个左撇子，眼角稍稍挑起，有着到腰長度的黑髮。是輕音部中唯一有後援會的部員。
使用樂器
低音電吉他（貝斯）：Fender Japan Vintage Jazz Bass JB62/LH/3-Tone-Sunburst
擴音器：Fender Japan BMC-20CE
音樂方面
選擇貝斯的基本原因是因為自己十分害羞，不喜歡受到別人注目。其堅定的原因在動畫第2季第3話時更確切地指出：「低沉的音色，毫不起眼地支撐着大家，配合着大家奏出貝斯的旋律，沒有過分顯眼的地方，但也不會埋沒於大家的音色之中。」
有着對音樂名人的認識，如Jimi Hendrix、Jimmy Page、Jeff Beck。
設定為左撇子是因為作者kakifly是左撇子。對左撇子的事或東西有着過剩的反應（如夏日音樂祭時遇到的左撇子結他手及在樂器店見到的左手樂器）。
在樂團大多由她負責作詞。
性格
身材高挑，樣貌比較成熟，但是其性格卻不相符。本身容易感到寂寞（像是梓加入的時候），十分懼怕痛和可怕的話題（例如鬼故事）。小學時也因為性格而朋友不多，當時只是一個喜愛看書的女孩子。
此外，澪本身是一個極度害羞的人（如在第1年學園祭的時候，對擔任主唱的事表現強烈的拒絕反應可見），經常被玩弄到滿臉羞紅、眼角泛淚。
容易被嚇倒（如整個人被嚇白了或表情定型等）。
澪恐懼到一定程度時就會瘋狂逃避現實：動畫第2季第18話時因為不想擔當班級話劇主角，因此謊稱爸爸要被調到伊爾庫茨克，還謊稱自己有雙胞胎妹妹替自己在學園祭上表演LIVE演唱，和以為被選上主角是夢的事。
在第一年學園祭擔任輕音部主唱，演出結束後不小心被線材絆倒而走光露出藍白條紋內褲（動畫以一個藍白條紋瓷碗代之），也因此其人氣迅速飆紅且導致了其後援會的出現。從此非常害怕被人提起此事。
澪的成績十分優秀，被佐和子認為是可以通過推薦徵選的（但卻因為想和律等人進入同一所女子大學而辭退推薦徵選）；體育方面也很好。
澪抽牌習慣抽持牌者右手邊數來第二張牌，輕音部2009年日本新年迎新參拜時澪因此被律整。
家庭
在作品中沒有描寫到澪的家庭。不過，關於跟母親的關係，被說「對媽媽來說，澪永遠是孩子」。同時，有稱呼父母為「媽咪（ママ）」及「爸比（パパ）」的習慣。
交友關係
年幼時經常被律「騷擾」。現時當遇到被律在言語或是行動上的惡作劇時會以拳頭回報，但是二人也是互相為好友並互相信賴、了解的。當初澪希望加入文藝部，卻被律強行拉去輕音部等待新同學的加入，而澪最終也是加入了輕音部。
嗜好
動畫中隨身攜帶LOMO LC-A傻瓜相機，遇到着成員的一些特別情況或是合宿玩耍的景象時便會拍下。也攜帶着MacBook為寫下歌詞之用。在室內作詞或溫習的時候，會戴着AKG K701耳機聽音樂，其自稱聽音樂時會較易集中。
有十分多不同風格的便服，主要以褲式服裝為主。同時，有着喜愛布娃娃的一面。
曾經為購買現時的貝斯而煩惱，但煩惱之後也是決定買下。曾經在第一次刮傷貝斯時向律哭訴，可見對該貝斯十分愛惜。起初對其貝斯被唯命名為「伊莉莎白」（エリザベス）感抗拒，但隔天即接受了這個名稱。
喜歡小動物，由律所說只要她扯到與動物有關的事就變得不正常。高三學園祭前她作的歌詞幾乎全和動物有關，而全數遭律駁回。
嚮往去倫敦旅行，在輕音部決定去倫敦旅行時感到相當喜悅。
體質
其身材姣好，體格良好，在海邊合宿以及馬拉松大賽可見。
介意着自己是成員中手掌最大的人。
介意着體重，但又喜欢吃，所以会有体重和食物的纠结，冬天時較容易胖。
註
秋山澪分別拿下2010年國際最萌聯盟比賽的冠軍和海藍寶石項鍊（Aquamarine Necklace）2012年黃玉寶石項鍊（Topaz Necklace）。
2010年韓國動畫最萌大賽（韓萌+韓超萌）拿下冠軍。
2010年批踢踢希洽板（C Chat）最萌大賽拿下冠軍。
動畫中穿著女僕裝（黑色膝上襪+純白色圍裙+女僕髮帶）發動「萌啊萌啊啾」，是戲仿《守護甜心》日奈森亞夢的「Open Heart」。

#### 田井中律（田井中 律（たいなか りつ））
輕音部的部長及鼓手。有着茶色的頭髮，且用髮箍把額前的瀏海箍起，露出額頭。冬季制服為解開外套的衣鈕，且不把袖衫的末端放進裙筒內。夏季時也是一樣。 
使用樂器
鼓組：Yamaha Hipgig HG6T46RMMY
铙钹/踏钹組：Zildjian
音樂方面
是首個決定加入輕音部的角色，也是輕音部的社長。律本人因為覺得「結他或鍵盤等要手指不停的按來按去而感到難以應付，而打鼓則不需且很帥」，而決定當鼓手。
動畫中憧憬的鼓手為「The Who（何許人合唱團）」的Keith Moon。
與唯同樣地在輕音部裏不打算練習的心態令梓發怒，但好像在家中有練習的。
性格
個性比較像男孩子，同時也有相當粗枝大葉的性格，經常忘記繳交輕音部活動申請表格、參加社長會議（因此經常被澪責備）。
总是随身带着口琴，每次会在唯自称会吹口琴时拿出来。
非常喜歡交際的性格，有着使部室的氣氛明亮高漲的能力，又不忘記對周圍細顧的照料（在1年級時候的學園祭的首次演出，故意搞笑地演繹MC來舒緩澪的緊張心態）。
擅長針線，及有能力煮出一頓飯來，且喜愛模仿聲音。
常常玩弄澪，但最終反過來也是被澪以拳頭回報。同時也經常依靠澪，不論是學習或是功課上。難對付的科目是「體育以外」。
交友關係
與澪是從小時已經認識，建立着很深的友誼。與澪認識時是因為對澪的事物感興趣。曾在澪因要在全校同學面前朗讀自己的縣內大賽得獎作文而感到困惑時幫助她。
曾嫉妒澪與和十分友好而作出一些令澪難堪的事，但最後也因自己患病後澪探望她而和好。
嗜好
便服也是喜歡休閒且容易動的服裝，也是褲式服裝為主。
雖說對手指細微活動的事件很難應付，但對針線卻十分擅長。且曾為輕音部成員親手做菜。
體質
介意胸小的事，曾經在第1年合宿時看到澪穿泳衣的身材好而將排球擊向她。
瀏海長度足以覆蓋整張臉，當瀏海放下來的時候會覺得很奇怪，且像是不太有自信，和唯相像。睡的時候使用橡膠圈在頭頂上捆住前髮，這個髮型是在小時候為了鼓勵澪而想出的。

#### 琴吹紬（琴吹 紬（ことぶき つむぎ））
輕音部的鍵盤手。眉毛很粗，有着天然捲的長至腰的頭髮。髮色是淺啡色，瞳孔是深青色。
使用樂器
合成器：KORG Triton Extreme（76键版本）
肩膊式鍵盤：Korg RK-100 Keytar（於動畫第1季結尾動畫時使用，動畫第2季則是管風琴）
擴音器：Roland KC-880
音樂方面
當初打算加入合唱團的，不過受到澪和律的對話影響而加入輕音部，後期指出是遇到可遇不可求的人而加入輕音部。
從4歲便開始學習鋼琴，也有在鋼琴比賽獲獎的經歷。加入輕音部後，常為輕音部創作樂曲。
性格
性格大方溫厚，沒有因出身而使用大小姐般的遣詞，對其他成員使用敬語，在2年級可能因與部員熟絡而變少使用敬語了。常被部員之間的對話或事件吸引，而自己也享受在其中。
成績與澪同樣的優秀。
对家里的管家佣人会显露大小姐的脾气。
家庭
大企業的社長千金。吉他唱片及樂器店「10GIA」也是父親的關係企業。曾為了幫助澪適應被注目的感覺，而與輕音部成員一起在父親企業的女僕咖啡店打工，輕音部的茶都是她請該店分給她的。在家裡有管家，在各地有別墅。也因為家裡相當有錢，能夠快速請人將自己的鍵盤樂器送到倫敦。
動畫中提及自己的家養着數隻烏龜，並主動承擔「小豬」的食糧。
並沒有炫耀自己的門第；不過，也有因從「大小姐」的成長過程中產生的奇怪的價值觀，讓其他的成員們感到吃驚（動畫和漫畫中有提到紬所憧憬的事：在夏日祭吃炒麵，在漢堡包店打工，在修學旅行裏玩枕頭戰，在自習課實現了被命令在走廊上罰站的夢想）。在新連載的高中篇得知，是因為從小即開始接受英才教育，因而嚮往普通人的生活。
交友關係
會優先處理與朋友的事。在2年級時候，原本年末時全家要去紐西蘭旅遊，但是覺得輕音部在唯家舉辦的跨年晚會比較有趣而留在日本（動畫第1季中，則是知道律所提到的演出事件則參加而不去旅遊）。在市內偶然遇見律邀請一起遊玩的時候，也取消當天全部的預定行程，去和律遊玩。
抱著對佐和子的尊敬和憧憬，也有及時拿出點心等甜食誘導她的事。
嗜好
便服方面喜歡穿着裙子等，是輕音部中經常穿着女孩子衣服的一名。
有百合屬性，對唯經常擁抱梓及律與澪的惡作劇感興趣，並想被律打。
體質
有著與体型极不相符的强劲体力。從經常性帶着17公斤的電子琴上學放學，及於1年級學園祭輕鬆地搬運擴音器及鼓組時可見。
餐量比其他人多，但本身也介意着體重的增加。
體溫比輕音部其他人高，雙手在冬天不會凍僵。

#### 中野梓（中野 梓（なかの あずさ））
輕音部的第二電結他手，有着身材短小的體格，稍稍青色的黑髮並紮成雙馬尾。瞳孔的顏色是茶紅色，與澪十分相似。一年級時聽了輕音部於去年學園祭表演的錄音，崇拜負責吉他的小唯，加入輕音部，被律任命為書記。升上三年級之後成為輕音部的社長。
使用樂器
電吉他：Fender Japan Mustang MG69 Match Head/Candy Apple
音樂方面
因為受到父母爵士樂樂團的影響，在小學4年級時已經學習吉他，演奏技術比唯出色，專業知識也是豐富。為此，來自爵士樂部的純對她的評價也高。在動畫第1季第9話展現過吉他的技術，出現吉米·佩奇（Jimmy Page）及科特·柯本（Kurt Cobain）的惡搞畫面。
在歌唱方面以及自彈自唱上似乎不擅長。
性格
個性認真，初期經常不滿學姐們的懶散和不認真練習，後期也接受了這種散漫的作風。在輕音部要去倫敦旅行時，也因為擔心學姊們的漫無目的亂逛，於是主動排定旅行的行程。
有偶然不考慮自己考慮的事而去演奏：與唯組成「唯梓」在文藝表演大會演出民謠版本的「毛筆 ～原子筆～」。
加入輕音部時被佐和子要求戴上貓耳，戴上貓耳後被律要求學貓叫，從此被唯取了綽號「梓喵」並經常突然遭唯熱情擁抱，且在嚇到或突然驚覺的時候也會發出類似貓叫的驚嚇聲「喵啊」。突然遭小唯熱情擁抱時，梓通常的反應都只是默許多於抗拒，最多只說「別這樣，這裡是公眾場合呀！」之類的話；但在倫敦旅行時，梓因為唯突然撲向自己而反射性給唯一記肘擊，實際上唯只是想抱吉太而讓她誤會，使她羞愧地躲回床上。
唯她們畢業當天，對於唯她們畢業的事情吐露了自己難過的心情，唯她們為梓做了一曲（動畫、劇場版是〈相遇天使〉）並演奏給梓聽。動畫中輕音部養了一隻豬鼻龜「小豬」，梓非常喜愛牠。
吉他選擇Mustang（普威爾譯為「野馬」）的理由是「因為手比較小，所以選了琴頸細的吉他」。因為自己的吉他是Mustang，所以取名為「Mutan」（音譯為「小野馬」或「木炭」，普威爾譯為「小野野」）。
讀書與運動為中上。
嗜好
在輕音部中喜歡與學姐們一起練習。喜歡甜食，特別是鯛魚燒。
她的房間堆滿了爵士樂的唱片和其他音樂器材，像是SONY TC-WE475、SONY SCD-XE600、Onkyo TX-NA906X、Denon AVC-3808A等，幾乎沒有一些像女孩子的物品。與音樂相關的便利道具會因衝動買了一堆，對網路購物這麼有興趣的一面令其他社員呆然。
體質
非常容易曬黑的體質，塗上防曬油也會曬黑，洗澡或泡溫泉時會刺痛。曬黑之後常常被說「妳是誰？」之類的吐槽，但是皮膚變回白時也很快。
註
中野梓拿下2010年日本動畫最萌角色大賽冠軍。
在2010年的世界最萌大賽中獲得年度第四，亦保持了兩項記錄，分別是「連續六次進入項鍊賽但得不到項鍊」(於2014年海藍寶石期被《加速世界》黑雪公主打平)以及「九次進入項鍊賽但得不到項鍊」。是世萌公認的悲劇人物，其主要原因是由於在項鍊賽跟秋山澪分票。目前「同作品分票仍能獲得項鍊」者只有2012年海藍寶石期《Angel Beats!》立華奏，在同作品仲村佑理的分票下仍能獲得項鍊，而2014年度橫掃新星的《約會大作戰》亦未能打破此魔咒。

### 相關人物

#### 山中佐和子（山中 さわ子（やまなか さわこ））
櫻丘高中的音樂教師，同時為管樂社及輕音部的顧問。年齡沒有明確提及（大概25歲），但在隱藏性格被揭開後的回想確定了學生時期是8年前的事。
使用樂器
學生時期使用之電吉他：Gibson '61 SG Standard
動畫版中使用之電吉他：White Epiphone "1958" Korina Flying V
音樂方面
是櫻丘高校的畢業生，在校期間加入輕音部。在校輕音部時的組隊名稱是「DEATH DEVIL」，帶用「凱瑟林」（Catherine）的稱呼，擔任吉他手和主唱。吉他的演奏技術也相當高明，可以輕易地處理速彈、快速點弦及牙彈吉他等。
雖說要隱藏學生時代的性格，但因為從事音樂方面的教職，在結他彈奏方面的能力沒有減弱。
為了輕音部在2年級時候的學園祭，因唯忘記了帶結他而回家拿取，而擔任了副結他手並演奏『毛筆 ～原子筆～』一曲，受到了學生們的好評。
同時，自身也懂得彈琴。
性格
相貌美麗，表面因為言談有禮溫柔而受到學生歡迎，這是因為下了決心「為了成為老師而打造的淑女形象」。實際是孩子般的懶惰，且具有反常性格，自言「只有在輕音部才能表現出真實的自我」。在拿著唯的吉他後性格改變，取下了眼鏡，且眼角也變尖了。
一開始便是被律以拿下眼鏡的反常性格為把柄，半強迫地作為輕音部顧問，但是卻漸漸樂在其中，尤其是替輕音部製作舞台服裝以及玩弄輕音部成員（尤其是澪、梓）等。被輕音部成員暱稱「小佐和」（さわちゃん），其他學生也跟著叫她「小佐和」。
在擔當第一次的班主任時，利用職權把輕音部的3年級全員編入了自己任教的3年2班，使自己要記住的學生名字變少。
在朋友的婚禮上，因無法忍受「Death Devil」的風格因舞台上的輕音部眾人而變得軟弱，而上台解放了自己隱藏的性格，事後十分懊悔；但此舉卻意外地受到學生歡迎。
動畫中說出佐和子的性格改變的原因是為了迎合所愛的男生。因為初戀的男生喜愛的類型是野性點的女子，於是佐和子便放棄了小提琴並拿起結他成為他心目中的女孩，而當時她是走重金屬的路線。雖告白最終也被拒絕，但是佐和子仍因喜愛的男子想成為老師而自身也跟隨。但實際到劇終時，佐和子仍是單身。
劇場版後段，輕音部的成員問她是否能在上課的最後一天演奏時，因為想起當時也是這樣卻被堀込老師責罵，便下決心保護她們。當天堀込老師發現她們所打的主意時，佐和子盡力拖住堀込老師的腳步仍阻止不了他，不料到現場之後堀込老師並沒有阻止唯她們。
似乎有怪叔叔的性格，會用女性胸部的大小作為人的辨認方式。輕音部暑假合宿中，與大家洗澡時，因為摘下眼鏡就認不出同樣放下長髮的澪與梓，就想說以胸部的大小判斷並襲向澪，結果下場是頭上被打腫了一個包；而小憂代替小唯演奏時，也被她以胸部的大小判斷而被認出來。
交友關係
被律取笑沒有男朋友的對象（也曾被唯類似的話所擊倒）。異常的沒有異性緣。
在私人的交友關係上，夏日祭裡被約定一起去的5個朋友爽約了。可是在學生中受歡迎程度很高。
嗜好
在第1次學園祭之後像是愛上了為輕音部成員設計服裝的僻好。曾於第3年的學園祭通宵兩夜設計了話劇及輕音部的服裝等，而所設計的服裝也像是受到好評。
體質
運動方面只是一般。不過，有時候也顯出驚人的身體素質。
從學生時代開始戴眼鏡，常戴着橢圓透鏡的無框眼鏡。學生時代配戴着與和同樣的紅色無頂框眼鏡。

#### 真鍋和（真鍋 和（まなべ のどか））
有着深紅棕色的短髮，動畫中配戴着紅色的無頂框眼鏡。
為學生會會長，經常性幫助輕音部。說話時會加上女性的語尾。1年級時已擔任學生會幹事，在3年級時候成為了學生會長。
唯與她的性格呈現強烈的對比，和本身有着冷靜且理智性的性格，學生會的工作和學習也能有效率地兼顧。但是在動畫第2期第4話的修學旅行中，顯出較容易迷路的一面。
在幼稚園時認識唯，且常被唯與憂一起抱住；故對唯了解甚多，且常常遷就唯。然而總是最理解唯的人，平時暗中支援著輕音部。同時，在輕音部成員1年級時所舉辦的聖誕派對對輕音部各員了解更甚，變得更親近，故在以後以互相的名字來稱呼。
作為惠畢業後澪後援會會長的繼任人，最初是勉勉強強接受繼任會長的。對繼任後仍未為後援會做過任何事而感到失責，所以請求輕音部為粉絲舉辦茶會。
在學生會上，常常幫助經常忘記填交申請表的律。在2年級時，與抱着同樣心態的澪成為了好友。
由於她的第一志願是公立K大學，因此畢業後與第一志願填私立N女子大學的唯等人分道揚鑣。

#### 平澤憂（平沢 憂（ひらさわ うい））
唯的妹妹。與姐姐也是有着強烈對比的性格，認真、懂禮儀及常常為姐姐處理家頭細務等事；但也有部分性格和姊姊完全一樣。在漫畫第2卷及動畫第1季第8話進入了櫻丘高中。
雖然不是輕音部的成員，但是也有支持着她們，如為輕音部全員製作了便當及點心等。
理解及領悟能力比唯強，數日的吉他練習已經比姐姐彈奏出更好的樂曲，且令輕音部等人吃驚。在棒球打擊場，僅聽了鄰旁父親指導兒子打棒球的一番話後，已經可以打出全壘打。成績也優秀，比姐姐更認真的學習。好像也有彈奏鋼琴的經驗，曾與梓和純合奏一曲。
喜歡照料姐姐。家務上是萬能。是個了得孩子，連律也想有這樣能幹的妹妹。在感冒時也為輕音部眾人泡好了茶，可見其禮貌周到。
看到姐姐的笑容時會感到幸福。畢業後也因為擔心姐姐而想與姐姐去同一處地方工作。在班中和梓及純的關係良好，不過對於姐姐方面有着令人感到奇怪的想法。
在年幼的時候已經有着馬尾式的髮型，放下頭髮後與唯十分相似。在替姐姐參加輕音部練習時也沒被部員發覺，但被佐和子發覺，原因是胸部大小不同。
升上三年級之後，與純加入了輕音部，在漫画中间接表明了在一、二年級由于要照顾姐姐而並沒有參加社團。

#### 鈴木純（鈴木 純（すずき じゅん））
憂的朋友，和忧就读于同一所初中，后来与忧一同考入樱丘高中。
起初對輕音部感到興趣並想加入，但後來參觀時看到糟糕的表現後打消了這個念頭。但後來，在學園祭時對輕音部的表演出色感到吃驚，且憧憬着澪。
2年級時與梓的關係也很良好，在番外篇中曾給梓暫時照料家中的小貓。
在聽到梓和憂在聊輕音部的事情時會羨慕眾人能經常合宿等，且承諾了梓當唯她們畢業後沒有部員加入便會加入輕音部。另一方面，她本身是爵士樂研究部的部員，她曾提到爵士樂研究部的法則是優勝劣汰，所以能推斷她有着彈奏貝斯的基本能力。
在動畫版中，她很容易睡着，但睡覺時不能安穩地睡着。同時，她把濃茶色的頭髮紮成對尾，這是因為她本身的頭髮也是曲卷得很難打理，尤其是下雨的日子。
升上三年級之後，實現當時與梓的承諾，加入輕音部。

#### 其他相关人物
曾我部惠（聲優：兒玉明日美（日本）；雷碧文（台灣）；林芷筠（香港） ；Amanda C. Miller（美國））
櫻丘高中的前學生會長（在唯她們2年級的時候），言談有禮，與和同樣地擁有聰明的外表，不過其實是澪的愛好者，並是唯她們1年級的學園祭後所建立的澪後援會的會長。對於輕音部部員放學後經常喝茶及其質量，以及對輕音部的詳細資料也了解。
曾經因為畢業後不能常常看到澪而感到憂慮，且跟踪澪，但其行動之後被澪無心的言語敗露出來。澪為了回應惠的心情，便決定在禮堂上彈奏《輕飄飄時間》。祝賀她畢業，且給她要求的簽名。其後她畢業後成為了大學生。雖不能出席和為她與輕音部協辦的茶會，但有出席輕音部最後一年的學園祭演出。
高中畢業後，就讀於唯等人準備應考的私立N女子大學。這件事令輕音部成員嚇一跳，而和律成為好友。
齐藤（聲優：丸山詠二（日本）；何志威（台灣）；朱子聰（香港））
琴吹家的管家，负责照料紬。為目前漫畫中唯一被紬大聲喝斥過的人。
堀込（聲優：金谷英孝（日本）；何志威（台灣）；陳欣（香港））
櫻丘高中的古文老師，戴假髮。在佐和子學生時期已經執教，並斥責當時佐和子等人在教室表演的行為。當發現放學後TEA TIME也在學校表演時立刻前去阻止，雖然佐和子盡力拖延他的腳步但仍阻止不了，但到現場時卻意外沒有做出阻止表演她們的行為。
 沖山陽二（聲優：谷內健（日本）；何志威（台灣）；張炳強（香港））
櫻丘高中的校長。在漫畫第1卷登場但無姓名，亦無台詞。有着一頭白色的燙卷式頭髮，相貌看起來和善，且是剛進入老年的男性。
平澤夫婦（聲優：北澤力（夫）、夏樹莉緒（婦）；蔡德鈞（夫）（香港））
唯與憂的父母，常常一起出去旅行，在聖誕節和年末也出外旅行，可見夫婦關係十分好。在唯參加N女子大學入學考試日早晨首次出現在家裡，首次與來叫唯起床的輕音部其他成員見面。當唯要去倫敦旅行時，也提醒她另外要準備的物品，並在家門口替她送行。

### 動畫原創角色

#### 第一季
田井中聰（聲優：伊藤實華（日本）；雷碧文（台灣）；陳皓宜→黃鳳英→林丹鳳（香港）（TVB））
律的弟弟，中學生。與姐姐關係十分融洽，認識着澪，但在見到唯等人時會十分害羞。
川上小姐（聲優：中村千繪（日本）；雷碧文（台灣）；黃麗芳（香港）（TVB））
LIVE HOUSE的經理，於番外篇登場。是佐和子高中時期的同學，當時輕音部的樂團「DEATH DEVIL」成員之一。暱稱為「Janis」潔妮絲。
劇場版中透過真希得知放學後TEA TIME也在倫敦時，就拜託她們參加在那裡舉辦的日本樂團的活動。
星野瞳（聲優：庄子裕衣（日本）；錢欣郁（台灣）；成瑤孆（香港）（TVB））
MAXBurger店員。在番外篇中，沒有責怪做錯事情的紬，且擔心着她，有着和善的心。
梓喵2號（聲優：日笠陽子（日本））
純飼養的小貓。於番外篇登場。因某一日純的家中沒有人而將小貓拜託於梓。
老實悠閒普通的小貓。名稱是被梓隨意命名的，並不是正式的名字。
真希（聲優：中尾衣里（日本）；龍顯蕙（台灣）；黃淑芬（香港）（TVB））
「LOVE CRISIS」的鼓手。田井中律與秋山澪在中學時期的朋友，於番外篇、劇場版登場。
劇場版受邀去倫敦新開幕的壽司店演奏時碰巧遇見放學後的TEA TIME。
綾（聲優：仙台惠理（日本）；錢欣郁（台灣）；張頌欣（香港）（TVB））
「LOVE CRISIS」的貝斯手。仰慕秋山澪，於番外篇、劇場版登場。
劇場版受邀去倫敦新開幕的壽司店演奏時碰巧遇見放學後的TEA TIME。

#### 第二季
小豬（普威爾譯為「小豚」）
為了升上高二後沒有後輩的梓，以佐和子的舊吉他所換購的豬鼻龜，養於社團內的水族箱，非常受唯喜愛。
是輕音部的吉祥物及部員的所愛。主要是梓和紬照料食糧和清潔等，暑假時梓會帶回家照料。
一文字富（聲優：千千松幸子（日本）；錢欣郁（台灣）；袁淑珍（香港）（TVB））
平澤家的鄰居婆婆，有着非常溫和的性格，從平澤姐妹與和兒時就很照顧她們。
唯她們心中也是很把她當作祖母一樣地愛慕，經常給平澤家弄多了的食品。
曾要求唯於文藝表演大會中演出，而日期也是唯她們考試的時候；但唯也決定演出，以報答她一直以來的照料。文藝表演大會當日，唯與梓組成「唯梓」演出了民謠版本的「毛筆 ～原子筆～」。雖未能優勝，但是富看到她們的演出及在其後知道她們的心意後也感到高興。
河口紀美（聲優：淺川悠（日本）；傅其慧（台灣）；陸惠玲（香港）（TVB））
當時輕音部的樂團「DEATH DEVIL」成員之一，暱稱Christina。曾拜託輕音部說服佐和子為高中同學婚禮演出。吉他技術與佐和子不相上下。性格幽默，愛開玩笑。
在學生時期時，與佐和子不斷互相競爭吉他技術。似乎是關東煮店-小戀的常客，與店主（聲優-中谷一博）關係良好。
因輕音部時期的同學結婚，而希望於輕音部時期的同學演出祝賀，但佐和子因不想表露其隱藏的性格而拒絕演出，所以請求唯她們說服佐和子演出。
說服失敗後，為現在的輕音部成員化了視覺系的妝並一同於婚禮上演出。
美穗子（聲優：山川琴美（日本）；錢欣郁（台灣）；黃淑芬（香港）（TVB））
櫻丘高中輕音部的OG，與佐和子和紀美是輕音部的同期成員。
啟介（聲優：越田直樹（日本）；何志威（台灣）；巫哲棋（香港）（TVB））
和美穗子結婚的青年。

#### 3年2班出場角色
只在動畫版當中出現，與輕音部四人、真鍋和於三年級時同班的配角，姓名參考日本原裝動畫DVD內附的特典介紹。
立花姬子（聲優：中村知子（日本）；雷碧文（台灣））
坐在平澤唯隔壁座位的女孩子，壘球校隊的隊員，外表看似冷酷但個性隨和有禮。
佐野圭子（聲優：平野妹（日本）；朱妙蘭（香港））
第18話登場，短頭髮的女孩子。
若王子莓（聲優：MAKO（日本）；魏惠娥（香港））
指揮棒成員。有一對鑽子的特點髮型，是個很酷、話不多且聲音低沉的女孩子。
木下靜香（聲優：片岡梓（日本）；許盈（香港））
右面的眼睛被長偏的短髮隱藏，身高較矮。
佐佐木曜子（聲優：杉浦奈保子（日本）；張頌欣（香港））
秋山澪後援會俱樂部一員，對澪相當崇拜，在第7話當中參與了後援會舉辦的茶會。
木村文惠（聲優：永田依子（日本））
動畫第一季時即登場，初登場時尚未確定角色名。
同時也是平澤唯與真鍋和中學時期與高中一年級時的同學。
高橋風子（聲優：七澤心（日本）；傅其慧（台灣）；黃淑芬（香港））
座位在秋山澪的旁邊，配掛眼鏡，有著類似澪的外表與髮型。
中島信代（聲優：永田依子（日本）；黃淑芬（第3、17-18、20話）、余欣沛（第8話）（香港））
體型較粗獷的女孩子，籃球校隊的隊員。
家中經營酒屋，本身也有繼承家業的意願。

## 新连载
（注：本章节只包含漫画的内容）
新連載分為大學篇和高中篇。

### 大學篇
小唯、小澪、小律、小紬等四人一起入读私立N女子大学，住在同一棟宿舍，此外澪後援會的前會長曾我部惠也在同一所大學。在大學生活之初，小唯等人認識了三位同樣要加入大学輕音部的同學。

#### 放學後TEA TIME成員
在櫻之丘高中的時候，這四位成員決定要一起考同一所女子大學，後來皆順利考上。目前她們都住在同一棟宿舍。在此介紹的皆為大學篇的情形，有關她們在櫻之丘高中的活動情形請見#放學後TEA TIME。
平澤唯
上大學後的生活仍是一樣懶散。由於憧憬著山中佐和子老師，因此選擇了教育學系。
喜歡抱著人的個性仍然沒有改變，她們新認識的和田晶也受到她的洗禮。
曾试着思考何谓音乐，但因过度而发烧，变得与平时反常，不过烧过后打回原形并失去发烧时期的记忆。
秋山澪
因為看著其他三人都要上同一所大學，放棄推薦甄試的機會，選擇和大家一起考同一所學校。
輕音部的學姊們要讓新生演奏時提議穿著高中制服演奏，但事後卻覺得不好意思。
上大學後，在課堂上發現與同社團的林幸為相同院系，而決心上前打招呼，但卻花了四節課的時間，下課後才與林幸說到話。因為太過緊張而對林幸大聲說出「我是妳的粉絲」、因為受到林幸誇獎太過感動而拿出筆跟紙對著林幸說「受感動的是我，請給我簽名吧！」，便成為好朋友。
田井中律
上大學後，和吉田菖就讀同一科系，並且意氣相投。
一開始和田晶批評她們樂團而感到生氣，決定在新生演奏的時候表現出實力給她們看。
上学没多久就和高年级生搞好关系并获得大量旧的学习资料。
在大一時將所有課程集中在週一至週三，以方便在星期四與星期五的時候練習。不过正因这样，很多作业来不及完成而向同伴求救但被唯和紬巧妙地无视。
琴吹紬
這間大學是她原本的第一志願，後來其他成員也紛紛以此為目標並一起考上。
上了大學後決定除了學費外，不再跟家人拿一毛錢，因此開始打工。其餘三位好友為了感謝她之前的照顧，也去打工並用那筆錢送了一條平價項鍊給她。

#### 三人樂團「恩那組」
成員由和田晶、吉田菖、林幸所組成，小唯等人一開始認識、也要加入大学輕音部的同學。雖然樂團只有三人組成，卻有三人樂團擁有的實力。
和田晶
為三人樂團「恩那組」的吉他手兼主唱，有頭黑色的短髮，就讀的科系為教育學系。
使用樂器
使用和小唯一樣類型但為黑色的吉他，命名為「羅紗莉」（ロザリー）。
音樂方面
高中時期愛慕輕音部的前田學長才加入輕音部，當時即有不俗的實力。在大學的新生歡迎演奏會即可看出她們的實力。
性格
高中時期原本是留長髮，當時她打算在他們輕音部的人氣樂團得第一就向前田告白，卻被前田說是靠外貌取勝，因此為了讓學長們刮目相看，隔天就毅然將長頭髮剪掉了，直到現在一直保留著短髮。
嘴巴相當毒舌，有時候會因為太口無遮攔而挨菖的拳頭，也曾因為指唯等人和紬做朋友是因為她的錢，而被經由菖唆使的紬「手下留情的輕輕一打」就打至撞牆。一開始也瞧不起她們的樂團並批評她們的樂團名稱以及表演所穿的服裝（高中制服）太幼稚。但是聽過她們的演奏後，被小澪發現在宿舍裡哼著她們的歌《軟綿綿時間》。
命名品味和小律一樣，因為她們的樂團名稱「恩那組」是放學後TEA TIME的成員當時在命名樂團時由律提出的名稱之一。
交友關係
高中時期加入輕音部即認識菖與幸。
目前住在小唯宿舍隔壁，也和小唯同一學系，而對她的行徑相當感冒（如小唯會衝去抱她、以及她對小唯選擇教育系的理由等）。而小唯在開學典禮的時候睡覺且把口水滴到她的衣服上，使得她一開始就對小唯等人充滿敵意。雖然如此聽過她們的演奏後也認同她們的實力。
吉田菖
晶的朋友之一，為三人樂團「恩那組」的鼓手，對於和田晶被小唯「玩弄」的事感到很新鮮。
由於晶相當毒舌，因此負責注意晶的言行。只要在晶說出不該說的話的時候就會給予「制裁」。
和小律意氣相投，就讀同一科系。
擅長服裝衣著的搭配，替他人搭配衣著時會顯露出興致勃勃的樣子。
林幸
晶的朋友之一，為三人樂團「恩那組」的貝斯手。到目前為止貝斯學了兩年。
和澪就讀同一科系，並且成為朋友。覺得澪彈貝斯彈得很棒。
身高將近170公分，聽見別人稱讚其身高，會覺得不好意思而駝背，本人也對這件事相當在意。身材也和澪一樣姣好。

#### 大學篇其他角色
曾我部惠
在櫻之丘高中時曾經是秋山澪後援會的會長，與小唯等人在同一棟宿舍。
吉井香奈
為唯等人進入大学輕音部時的輕音部社長，是唯等的学姐。和广濑组成轻音部传说中的专业乐队。
喜欢穿校服演奏，大学篇第八话被秋山澪暗中发现。
广濑千代
吉井的朋友，与吉井组成乐队。
关心香奈，由于香奈经常要穿着校服演奏，所以一直陪着她。

### 高中篇
當輕音部的三年級學生畢業以後，剩下中野梓一個人，此時鈴木純實現當時的承諾，和平澤憂一起加入輕音部，在新生歡迎演唱會之後，有兩名新生加入了，顧問仍是山中佐和子老師。原作中已登場的角色在之前的活動情形請參見上述原作中对应的角色介紹。

#### 若葉GIRLS
在新一季的輕音部裡，梓與憂擔任吉他手，純擔任貝斯手，新社員齊藤堇擔任鼓手，另一名新社員奧田直則替樂團作詞、作曲以及擔任場控手，且梓被純強迫擔任主唱。和放學後TEA TIME相比之下沒有鍵盤手。團名為「若葉GIRLS（日文原名）」，但此團名也是被佐和子擅自命名，不過此團名受到新社員的青睞。
中野梓
一年級入學時就已經加入輕音部，在過去兩年曾經與唯等四位學姊組過樂團「放學後TEA TIME」。
升上三年級之後仍與小憂和小純同班，並成為輕音部的社長兼主吉他手。雖然對音樂有相當的了解，但是唱起歌來卻是五音不全。雖然如此，當初討論主唱時因為無意中看到小純在「約會」（實際上是向哥哥討教貝斯怎麼彈）被純以「我丟臉的事都被看光了，所以小梓也要表現丟臉的一面給我看」被強迫成為主唱候選，在合宿時又被以「消去法」正式決定。
由於小憂和小純直到三年級才加入，在新生歡迎會之前也來不及試音，因此在新生歡迎會獨自表演自彈自唱。但是卻發現這是一件不容易的事，也了解到小唯在這兩年來兼任主唱其實一點都不簡單。
或許是受到輕音部學姊們的影響，從原本認真的個性變得略為隨和。在和齐藤堇聊天時，也說過「只要能夠像這樣一起聊天也很不錯」這句唯以前曾經說過的類似的話，之後更有像之前唯擁抱自己一樣擁抱自己的學妹們的舉動。
對於顧問山中佐和子的行徑依舊感到頭痛，因為佐和子仍持續著過去兩年的作風，因此常常吐槽或怒斥她的言行。
由於在意自己是社長的形象，而被其他人（尤其是純）抓到哄騙的方法。
平澤憂
唯的妹妹，三年級時仍和小梓及小純同班，並在這時加入了輕音部。
使用樂器
所使用的樂器為吉他，理由為之前彈過唯的吉太之後就也想自己試著彈彈看（由漫画第4章可知所用吉他为Fender Stratocaster）。
音樂方面
從原作中二年級學園祭唯感冒時，有一次練習時小憂代替姊姊團練時的完美表現即可看出她有極強的學習力及領悟力。奧田作曲時第一次就能彈出完美音色，被她形容和機器人一樣，本人似乎很介意。
在動畫二期時則也提到小時候彈過風琴的經驗，並與小梓及小純即興創作。
性格
學習能力相當強，做事情也相當能幹，為人亦體貼，因此在他人眼裡可說幾乎是個完美無缺的人，這一點令個性較笨拙的奧田相當羨慕又嫉妒，也因此讓奧田想要看看她有何缺點。不過偶爾也有冒失的情形。
非常喜歡自己的姊姊，姊姊上大學後兩人之間偶爾也會以電話聯絡。姊妹兩人的審美觀完全一樣，三年級之後仍有數次扮成姊姊的模樣。
嗜好
喜歡做點心，之前在家就常常做點心給姊姊吃。加入輕音部後也像紬那样，常常做點心带到轻音部与社员和佐和子分享。
鈴木純
憂的朋友，三年級時仍和小梓及小憂同班，為實現當時對小梓的承諾，從爵士研究社跳槽到輕音部。
使用樂器
使用的樂器為貝斯，因為形狀可愛而努力存錢買二手的。
音樂方面
動畫中在她曾提到爵士樂研究社的競爭相當強烈，因此有著彈奏貝斯的基本能力。
討論樂團職務分配時，雖然很想當吉他手，可是試彈了一下後馬上就膩了。
為了想彈好貝斯而請哥哥教她，不過被輕音部其他社員撞見且誤以為是和男朋友約會。此時也展現放下頭髮後的樣子。
家庭
有一位哥哥叫淳司，不過小純平常直接稱呼他「小淳」（あつちゃん）。
性格
個性略為懶散，加入輕音部後，似乎「傳承」之前唯、律在社團總是想要吃點心的習慣，讓社員有「她是獨生女」的形象。
在知道轻音部的活动之后一直后悔没加入轻音部。
體質
頭髮不能忍受潮濕，一碰到潮濕的空氣就會特別捲，讓她很難打理，從動畫第二期第五話即可看出。
很能睡，且睡相很差。
齊藤堇
櫻之丘高中的新生，所在的班級為一年四班。有一頭天生的金髮和綠眼睛。原本受小紬交代收拾之前原来在輕音部的茶具（準備將整個櫃子連同內容物一同搬走），卻因為被現任社員發現而失敗，後來覺得加入這樣的社團也不錯，因此成為輕音部的新社員。于高中篇第8话佐和子老师说出小紬早就交代她的妹妹（菫）将来樱丘高中上学，所以留下了音乐室的茶具。至于叫她回收茶具就是让她来轻音部并认识梓等人。
小憂及小純稱呼她為絲密蕾。
使用樂器
所使用的樂器為鼓。
音樂方面
加入輕音部時是第一次接觸音樂。在樂器行試著打鼓的時候，因為胡思亂想而隨意敲了一下結果反倒讓梓她們驚豔，自己也體會到了玩樂器的開心之處，據她所言也能藉此消除日常生活的壓力。
家庭
由出生就住在琴吹家中，琴吹家管家齐藤的親人，認識小紬并一起生活，称呼“小紬”为“姐姐”。在高中篇第8话得知，其家族从奧地利跟随琴吹家来日本并改名为“齐藤”。樂團的合宿也是她向紬借別墅的。
性格
小紬说其性格比较消极。
住在琴吹家，常以僕人的身份做事情，但小时候和小紬亲如姐妹般。
害怕自己的身份暴露而會被紬調教。
可能平时作为紬的仆人的习惯，经常应社员要求而泡茶，而且泡茶的功力也和紬一樣十分了得，小梓等三人很喜歡她泡的茶。
交友關係
和小紬一樣認識樂器行的店員。
在三年級的學姊去畢業旅行時，想要拉近與奧田之間的關係，而鼓起勇氣問她可否叫自己的名字。之後她們回來時，奧田談話時有直接叫她的名字，而令她感到感動。
奧田直
櫻之丘高中的新生，戴著一副眼鏡，所在的班級為一年四班，與齐藤菫同班。
音樂方面
在樂器方面完全是個新手，在參觀輕音部時，小梓請她彈吉他時卻用拉小提琴的方式演奏，還弄斷了一根弦。加入輕音部的理由是，她在參觀完所有社團後覺得這裡最令她得心應手。
在参观每个社团之后认为轻音部最适合自己而申请加入轻音部。
雖然加入輕音部後不斷學習樂理知識，但是對於樂器演奏方面完全不行，因此曾經一度有想要退社的念頭。後來在佐和子老師的建議之下試著作曲，意外地發現她有這項潛力，因此擔任樂團的作詞及作曲，並在學園祭的表演擔任場控手。曾经写出过三只手才能敲的鼓谱。
從她和弟弟去過卡拉OK之後就沒人要找她唱以及唱歌中被輕音部成員搶麥克風來看，唱歌方面似乎是個音痴。
性格
個性比較笨手笨腳，除了念書之外其他都不在行，對於樣樣皆精通的小憂是既羨慕又嫉妒，曾經因此跟蹤她想要找出她有何弱點。
由於班上有兩位姓奧田的同學，學姊問堇關於奧田直的事時堇一時想不起她的名字，便以感覺回答「這位奧田同學給人的感覺很『奧田同學』」來形容她的性格。
非常喜歡唱歌，可是因為歌喉的關係不受青睞。
有時亦有腹黑的一面。每天都會把所有人的動作以及說的話記錄到電腦裡，因此她已經清楚所有人的性格。合宿的時候便以此幫梓寫了首歌詞。
家庭
一共有五名成員，她是排行最大的，其餘四個弟弟為四胞胎。

#### 高中篇相關人物
山中佐和子
櫻之丘高中的音樂老師，繼唯等人畢業後仍持續擔任輕音部的顧問，新學期不再繼續當班導師。
由於她在先前輕音部顧問時期的作風仍然沒有改變，不只令小梓感到非常頭痛，連新社員也認為她沒救了。
曾經提到在高中輕音部時期的時候和其他社員搶過吉他的地位。
在奧田直一度想退社的時候，使用自己的筆記型電腦讓奧田試著作曲，讓她回心轉意。從這點可以看出自從唯等人畢業後，小梓等人的輕音部缺少之處，但在小梓折服之際旋即摧毀剛建立的顧問形象。
這次仍擅自替樂團命名為「若葉GIRLS（日文原文）」（因為除了梓以外全是剛加入社團的新成員），雖然遭梓駁斥不要隨意命名，但是此團名卻受到學妹青睞。
害怕的東西是幽靈鬼怪。
鈴木淳司
小純的哥哥，大學生，在大學也擔任貝斯手。在純想要請他陪同她練習貝斯時，被輕音部的其他社員撞見他們兩個在一起，而被誤以為是純的男朋友。